# Isidro Lángara
Isidro Lángara Galarraga (Pasaia, 1912. május 25. — Andoain, 1992. augusztus 21.) spanyol labdarúgócsatár, edző.